# Dunay Pál
Dunay Pál (Budapest, 1909. június 12. – Oberasbach, 1993. július 17.) Európa-bajnok (nem hivatalos világbajnok) magyar vívó, Dunay Bertalan vívó, gépészmérnök, sportvezető fia.

## Sportpályafutása
Ludovika Akadémiát végzett honvédtisztként 1927-től a BBTE (Budapesti Budai Torna Egylet), 1938-tól az UTE (Újpesti Torna Egylet), 1940-től a MAC (Magyar Atlétikai Club), 1945-től a Barátság SE, 1948-tól a Budapesti Petőfi vívója volt. Kard-, tőr- és párbajtőrvívásban is versenyzett, 1933-tól 1948-ig mindhárom fegyvernemben magyar válogatott volt. Sporttörténeti jelentőségű győzelme a párbajtőrvíváshoz kötődik: az 1934-es Európa-bajnokságon egyéniben aranyérmet nyert, és ezzel ő lett a fegyvernem első magyar Európa-bajnoka (nem hivatalos világbajnoka). Az 1936-os berlini olimpián a párbajtőr egyéni és csapatversenyen helyezetlenül végzett. Az 1948. évi londoni olimpián tőr- és párbajtőrvívásban is indult, és mindkét fegyvernemben az 5. helyezett magyar csapat tagja volt. Az aktív sportolást 1954-ben fejezte be.

### Sporteredményei

#### Párbajtőrvívásban
- olimpiai 5. helyezett:
  - 1948, London: csapat (Balthazár Lajos, Bay Béla, Hennyey Imre, Mikla Béla, Rerrich Béla)
- Európa-bajnok (nem hivatalos világbajnok):
  - 1934, Varsó: egyéni
- főiskolai világbajnoki 2. helyezett:
  - 1935, Budapest: egyéni
- kétszeres főiskolai világbajnoki 3. helyezett:
  - 1933, Torino: csapat (Bay Béla, Feledy Károly, Meszlényi Egon, Palócz Endre)
  - 1935, Budapest: csapat (Bartha Rezső, Fülöp Sándor, Hennyey Jenő, Palócz Endre, Temesváry Ferenc)
- ötszörös magyar bajnok:
  - egyéni: 1934
  - csapat: 1938, 1947, 1951, 1952

### Tőrvívásban
- olimpiai 5. helyezett:
  - 1948, London: csapat (Bay Béla, Gerevich Aladár, Hátszegi József, Palócz Endre, Maszlay Lajos)
- Európa-bajnoki (nem hivatalos világbajnoki) 3. helyezett:
  - 1935, Lausanne: csapat (Bay Béla, Gerevich Aladár, Hajdú János, Idrányi Ferenc, Maszlay Lajos)
- Európa-bajnoki (nem hivatalos világbajnoki) 4. helyezett:
  - 1934, Varsó: csapat (Gözsy Sándor, Hajdú János, Hátszegi Ottó, Maszlay Lajos, Zirczy Antal)
- főiskolai világbajnok
  - 1935, Budapest: csapat (Berczelly Tibor, Gerevich Aladár, Meszlényi Egon, Palócz Endre, Ujfalussy Ákos)
- kétszeres főiskolai világbajnoki 3. helyezett:
  - 1927, Róma: csapat (Dáni Szabolcs, Filótás Tivadar, Hajdú János, Meák Géza)
  - 1933, Torino: csapat (Bay Béla, Kovács Pál, Meszlényi Egon, Palócz Endre, Rasztovich Imre)
- hatszoros magyar bajnok:
  - egyéni: 1942, 1946
  - csapat: 1943, 1946, 1950, 1954

### Kardvívásban
- főiskolai világbajnok:
  - 1935, Budapest: csapat (Berczelly Tibor, Gerevich Aladár, Palócz Endre, Rajczy Imre, Ujfalussy Ákos)
- háromszoros magyar bajnok:
  - csapat: 1940, 1942, 1954